# 搶救學人
搶救學人，是指从1948年底至1949年第二次國共內戰末期，蒋介石下令实施的将知名學者遷出中國大陸的計劃，但该计划实施情况并不理想。

## 经过

### 前奏：中研院迁台
1948年11月30日，中央研究院院长朱家骅奉命召开“中央研究院在京人员谈话会”，出席会议的有在南京的七个研究所的负责人姜立夫、陈省身、张钰哲、俞建章、罗宗洛、赵九章、陶孟和、傅斯年、李济等。会上商定几条应对措施：立即停止各所基建工程；各所尽快征求同仁意见，做好迁往台湾的准备；眷属可自行疏散，或者在10日内迁往上海，可能出国者尽量襄助其成；文献资料等集中到上海，伺机运往台湾。据称，中国共产党（中共）得知中国国民党的中央政府任命李济负责档案文献运台工作后，在第一时间派李济的学生劝阻，被李济拒绝。中共又转求陶孟和劝阻，李济仍不买账。
1948年12月20日，“中鼎号”军舰满载国宝启程，一周后抵达台湾基隆港。3天后第二船抵达，其中仅中央研究院歷史語言研究所的文物资料便达934箱。1949年1月29日，第三批运出，因不少中华民国海军军人及家属也急于赴台湾，所以该船直至1949年2月22日才抵基隆。至此，事先计划运出的文物资料等均运抵台湾。
在文物资料运台的同时，朱家骅也在组织中央研究院人员迁台。但当时大多数中央研究院院士选择静观其变。陶孟和等人主张留守大陆，静等中共的中国人民解放军到来。在1948年11月30日那次谈话会上，社会调查所所长陶孟和对朱家骅说：“搬不搬要同全所同仁商量，以多数人意见为依归。”12月9日，朱家骅再度催促陶孟和，陶孟和则用“全所人员多一票”作为不迁的理由回复朱家骅。朱家骅非常不满，以“出席人员中包括助理研究院，不符合规定”为由，命令搬迁，陶孟和不予理会。
1949年3月6日，陶孟和在《大公报》撰文，要求将已迁台的文物资料运回大陆：“我们不承认任何人可以随意决定搬运并处置这些古物与图书。我们相信这些古物和图书决不属于任何个人、任何党派，就是政府也不能对于它们要求所有权。它们是属于国家的，属于整个民族的，属于一切的人民的。”
1948年2月，地质所代所长俞建章按照朱家骅指示，准备将地质所南迁。但研究员许杰、赵金科等11人秘密拟定《反对搬迁誓约》，并告知正在海外的地质所所长李四光。1949年1月末，李四光电函俞建章，指出南迁“只好任有志者前往；若为地质所同人避乱似无多大意义，我个人绝不赞成”。1949年4月初，李四光接受周恩来、郭沫若挽留。气象所所长兼国立浙江大学校长竺可桢也留在了大陆。
1949年8月底，天文所、气象所、物理所由上海返回南京，结束了半年来搬迁到上海的生活。
据统计，中央研究院系统14个单位，成建制迁台的仅有管理机构中央研究院总办事处、历史语言研究所，占中央研究院14个单位的14％。中央研究院12个自然科学研究所全部和社会学所都留下。迁台人员包括历史语言研究所80人，总办事处50人，合计130人，占中央研究院总人数506人的25.6％，其他370人占74.4％留下。各研究所除傅斯年领导的歷史語言研究所较完整迁台外，其他研究所仅少数人员离开大陆，大部分都留在了大陆。除胡适、梅贻琦等数十位教授外，中央研究院81位院士中有60位留在大陆，占院士总数的74％。去台湾的中央研究院院士有：凌鸿勋、林可胜、傅斯年、董作宾、李济、王世杰、吴稚晖、朱家骅、李先闻9人（占院士总数的11.9％）；去美国的有：陈省身、李书华、吳憲、林可勝、赵元任、汪敬熙、陳克恢、李方桂、胡适、吴大猷、蕭公權、薩本棟等12人（占院士总数的15％）。
1949年6月9日，部分留守的中央研究院人员在上海举办21周年纪念会。6月17日，中央研究院正式被军管会接管。9月16日，竺可桢、陶孟和、吴有训等联名致信在海外的赵元任等人，介绍上海战役结束4个月来的情况，动员他们回国参加“新中国建设”。1949年11月1日，中国科学院成立，郭沫若任院长，李四光、陶孟和、竺可桢任副院长。

### 计划提出与实施
1948年11月29日，平津战役打响。蒋介石急召朱家骅、傅斯年等人，拟定了平津学术教育界知名人士抢救计划。朱家骅、傅斯年、蒋经国等人拟定了抢救细节办法。接到南京方面电催“火速南下”时，国立北京大学校长胡适正忙于筹备北京大学50周年校庆。胡适一再对社会辟谣称，北京大学若离开北京就不成其为北京大学，“所以决无搬迁之理。”
同时，中共也派胡适的弟子吴晗劝说胡适留下，但被胡适拒绝。据时任北京大学教授兼东方文学系主任季羡林回忆，有人冲进胡适办公室说解放区广播里劝胡适留下，将来继续任北京大学校长和北京图书馆馆长，胡适反问：“他们要我吗？”
12月11日，国民党中央青年部长陈雪屏致电北京大学秘书长郑天挺，提出了首批需要抢救的学者名单：

毅生我兄，先後三電計達。前與俞部長商定，一俟場可著陸，即派機來迎。托石志仁兄主持辦理。特囑黃澂隨機北來，切取聯繫。
右所應注意之點，就一時想到者列後：
一、適師及師母必須先行，無論空軍專機或航機先到，立即動身，千萬勿猶夷，因隨時場地仍可破壞也。總統對此一再諄囑，至要至要！
二、東廠胡同如寅恪、錫予諸先生亦可與胡師偕行較為方便，此時不宜謙讓，以免耽擱有變，總之盡前利用機會。
三、其餘同人有必須走開者，如第一項名單所列海宗、壽民、孟實、佛泉、□修、子水、貽寶、□□諸先生，以及各院校館行政負責人，如梅校長、袁、馬、李、賀、鄭、馮、葉、霍、褚、饒諸先生及吾兄，要走便立刻決定，不宜遲疑。此外各校有地位之教授，如今甫、莘田、景鋮、澤霖諸先生。大抵每機可坐四十人，擬用四機分兩批，何人先走，請兄與梅校長、志仁兄商定。中院院士，朱先生特別重視，請注意。輔大百齡、重一、侍峰諸兄亦請勿遺漏。排定次序，秘密通知，立即出發，自己萬不可鬧意見，爭先後。先將必須走者定為第一批，再分別與其他者商定。
一切請與樹德、實齋兄商酌進行。
匆匆。餘由敏功面陳。
　　敬頌
大安
弟雪屏謹啟

十一
12月12日，南京来电，要派专机来北平接胡适、陈寅恪及家属。12月13日，蒋介石专门派大员到北平劝胡适南下，但胡适以正筹备北京大学50周年校庆为由不肯南下。12月14日，蒋介石两次打电报催胡适飞赴南京，并于12月14日再次派专机飞北平，要将胡适、梅贻琦、陈寅恪、陈垣、毛子水、钱思亮等人接到南京。胡适乃决定赴台。临行前，胡适派人劝北平辅仁大学校长陈垣同行，被陈垣拒绝。南京所派飞机抵达北平上空时，南苑机场已被中国人民解放军攻占，傅作义下令国军夺回机场。12月15日，胡适、陈寅恪两家及多名北京大学、清华大学教授登机离开北平。
12月15日，当胡适、陈寅恪及家眷和毛子水、钱思亮、英千里等教授分乘两架飞机抵达南京明故宫机场时，王世杰、朱家骅、傅斯年、杭立武、蒋经国等前往机场迎接。《申报》报道称：

胡适夫妇抵京

[本报南京15电]北大校长胡适及夫人，十五日下午六时三刻自平乘空运大队专机飞抵首都，同行者有名史学家陈寅恪教授阖家，前平市副市长张伯谨夫妇及北平英文时事日报社长王云槐等。按总统日前曾遣专机于十四日赴平迎胡氏南来，然以故都局势陡紧，机场不能使用，致专机未克降落，乃延至十五日始完成是项使命。胡氏下机后，与莅临机场欢迎之王世杰、朱家骅、蒋经国、傅斯年、杭立武等握手寒暄。据云：平市军情十五日已趋松弛，人心颇为安定，旋即偕夫人赴总统府方面预为准备之寓邸休息，入晚除朱家骅等往访，谈平市教育界情况外，甚少宾客，且因旅途疲劳，就寝颇早，亦未外出。
胡适、陈寅恪等人飞南京当天，行政院第二十九次会议通过，免除国立台湾大学校长庄长恭职务，任命傅斯年为国立台湾大学校长并公示。12月16日，傅斯年再拟一快函代电，经航空系统由平津路局转致北京大学秘书长郑天挺，要求郑天挺再作努力。函称：

天挺：
空运队可即派两架机到平，兄前信中所开三批名单，作一次走，又中航机亦可能到平，其他可走者，应即准备勿延，与剿总联络，务即办好送斯年。
此页乞转 北大郑秘书长天挺或清华梅校长！
弟 傅斯年
一、今日（十六）中航五架大部空归，想校方未接头好，可惜之至，以后必须先集中，每人只能带随身行李，剿总协助，如协助胡校长是必须的！
二、通知时请千万勿犹疑，犹疑即失去机会。
三、必须事先集中，与中航联络好。
四、凡北大郑秘书长、或清华梅校长、或师大袁校长出证之搭客（教授及眷属）均不必在北平付款，在京由教育部直付。
又，大维甚记念其令妹大缜，乞兄务必问她一下，给她一个机会，至感！
一、决定
二、集中
三、与交通联络好
四、剿总协助

今日胡先生与总统谈及由总统指定三人小组，陈雪屏、蒋经国及弟，大绂则由弟联络，大维大买（卖）力气，每日调度至可感。只要以上□办好，而机接（新旧）可行，飞机要原原（源源）而来的。
12月16日，快函发出，傅斯年、陈雪屏联名向石志仁又发一急电，开列了需要抢救的学人名单：

急 平津路局石局長樹德兄，請譯轉梅校長、袁校長、鄭秘書長：
筱〔注：即12月17日〕晨，有一機到，如順利當續有機到，名單包括四類：
（一）各院校館所行政負責人，如梅、李、袁、陳、胡、鄭、賀、霍、褚、沈、湯、馮、舲饒等；
（二）因政治關係必離者，如朱、雷、劉、毛、梅、齊等；
（三）中央研究院院士，如景鉞、通夫、大紱、宗恩、寶騄等；
（四）在學術上有貢獻並自願南來者，如今甫、莘田、廉澄、思亮、祖聖、三強、濟慈、政烺、從文、廷祥、循正等。
請會同分配，列為數批，連眷屬約三百人，分次乘機，務須與剿總實齋兄、路局志仁兄切實聯繫，機到即走，不能觀望稍有遲疑不決。

斯年、雪屏銑〔注：即12月17日〕
12月16日中午，蒋介石在官邸设午宴为胡适一行接风。1948年12月17日下午，恰逢北京大学50周年校庆和胡适57岁生日，胡适赴中央研究院礼堂大厅出席校庆会，“发表沉痛演词”。12月17日，蒋介石、宋美龄夫妇在黄埔路官邸设寿筵宴请胡适夫妇。
12月17日，蒋介石致电傅作义，要求他将六十二位学界重要人物分别疏导南移：

即到 北平傅總司令宜生兄，口密。
（一）在平教育行政負責人，如：「梅貽琦」、「李書華」、「袁同禮」、「袁敦禮」、李麟玉、陳垣、「胡先驌」、湯用彤、「馮友蘭」、葉企蓀、饒毓泰、陳岱孫、「鄭天挺」、「賀麟」、鄭華熾、沈履、霍秉權、褚士荃、黎錦熙、溫廣漢、黃金鰲、徐悲鴻等；
（二）因政治關係必須離平者，如：「朱光潛」、「毛子水」、「邱椿」、「張頤」、「陳友松」、劉思職、「梅貽寶」、齊思和、雷宗海〔注：應為雷海宗〕、劉崇鋐、戴世光、邵循恪、吳澤霖、趙鳳喈、敦福堂、張恆、金澍榮、「英千里」、張漢民、徐侍峰等；
（三）在平之中央研究院士，如：「許寶騄」、張景鉞、陳達、戴芳瀾、「俞大紱」、李宗恩等；
（四）學術上有地位，自願南來者，如「楊振聲」、羅常培、錢思亮、馬祖聖、趙迺摶、錢三強、嚴濟慈、張政烺、沈從文、邵循正、鄧廣銘、李輯祥、孫毓棠、蒯淑平等。
請兄分別疏導，即日南移，如獲彼等仝意〔注：即「同意」〕時，此間可派機或備船接運。其搭機人員並請兄代排訂次序電告，尤以有括弧〔注：指引號〕者，務須來京。
如何？請速電覆。

中
同月，傅斯年又向鄭天挺發去電報，溝通學人南下意向；除此前已由傅斯年、陳雪屏、朱家驊開列的名單中提到的學者外，此封電報提到的有意向或應爭取拿來的學者還有：余嘉錫、周炳琳、錢端升、陳鈍、顧毓珍、趙梅伯、徐士瑚、李高傅、張起鈞、陳壽琦、姜文錦、徐旭生、楊武之、董守義、殷宏章、魏建功等。
12月21日，國立清華大學校長梅貽琦率領第二批被“搶救”的學人自北平飞抵南京，同機者有李書華、袁同禮、楊武之、姜文錦等24位教授。
1949年1月5日，台湾省政府主席陈诚致电傅斯年，望其尽快赴台。1月19日晚，傅斯年飞抵台北。随后就任国立台湾大学校长，同时继续兼任中央研究院歷史語言研究所所长。就任国立台湾大学校长后，傅斯年一直在邀请大陆学人加盟该大学，先后向郑天挺、汤用彤、冯友兰、叶企孙、钱三强、周一良、沈从文、陈寅恪等发出邀请，但回复者寥寥。
也有一些不在“搶救”之列，卻執意要走的学人，比如錢穆。因此毛澤東在1949年8月14日發表的评論《丢掉幻想，准备斗争》中，抨擊了胡適、傅斯年、錢穆，称“为了侵略的必要，帝国主义给中国造成了数百万区别于旧式文人或士大夫的新式的大小知识分子。对于这些人，帝国主义及其走狗中国的反动政府只能控制其中的一部分人，到了后来，只能控制其中的极少数人，例如胡适、傅斯年、钱穆之类，其他都不能控制了，他们走到了它的反面。学生、教员、教授、技师、工程师、医生、科学家、文学家、艺术家、公务人员，都造反了，或者不愿意再跟国民党走了。”。

### 大部分重要学人的留下
陈寅恪全家抵达南京后仅住一晚，次日便赶往上海。1949年1月，陈寅恪全家迁居到陈序经任校长的岭南大学。1949年6月，中国国民党在广州组织“战时内阁”，其中杭立武任教育部长。杭立武一多次派人劝陈序经动员陈寅恪离开大陆，陈序经没答应。杭立武又劝陈序经、陈寅恪先到香港看情形再说，最终杭立武拉着“战时内阁”财政部长徐堪最后一次赶到岭南大学，要陈序经一同劝说陈寅恪到香港。但陈序经、陈寅恪都没同意。直到1949年10月初，叶公超主持的外交部还在为国民党离开大陆的人员办理护照，然而陈序经、陈寅恪仍旧留在了大陆。陳寅恪在文革時期受到迫害，紅衛兵凍結了陳寅恪夫婦工資，趕走助手黃萱和公派的護士，要求陳多次寫書面檢查交待，造反派還發明了對付盲人學者的獨特批鬥法：將喇叭設在其床前為「讓反動學術權威聽聽革命群眾的憤怒控訴」。
张伯苓于1948年7月任考试院院长，但到南京上任后不到一个月便离职避居重庆。渡江战役后，张伯苓收到南开校友来信，信中有句话：“老同学飞飞不让老校长动。”“飞飞”是周恩来在南开中学学习时用的笔名。张伯苓随后决定留下。蒋介石曾多次到重庆的张伯苓住地，催促张伯苓回任考试院院长，要张伯苓尽快离开重庆，去台湾和美国都可以，夫人和儿媳都可随行。后来蒋介石又派张群、蒋经国来劝行，都被张伯苓谢绝。張伯苓在中共建政後在政治上受到冷遇，甚至曾於天津南海路居住時受到了警察的監視，所幸在周恩來的關照下才未受清算和審判。
1948年下半年，吴有训出任国立中央大学校长。一天，教育部长杭立武找到吴有训家，让吴有训尽快赴台湾。中共地下党得知后，和吴有训取得联系，嘱咐吴有训更换住址，不要将住址告诉别人，并尽量别外出。两个月后，1949年5月25日，中国人民解放军在上海战役中攻占上海，吴有训携子女欢迎解放军。当晚，吴有训在收听国民党方面的中央广播电台广播时，女播音员播送：“吴有训先生，你在哪里？听到广播后请你马上启程赴厦门，那里有人接你……”此后，每天都能听到该广播，直到中国人民解放军攻占厦门为止。吳有訓於文革期間險遭受到衝擊，所幸受到保護。 
1949年5月15日，茅以升晋见蒋介石，蒋介石想让茅以升出任上海市秘书长，被茅以升托病拒绝。茅以升从蒋介石处回到医院后，中共地下党负责人得知消息，赶快派人通知茅以升可以出任，并让茅以升利用此职阻止汤恩伯在撤退之前炸毁上海的工厂。从5月16日到5月25日解放军攻占上海，茅以升任上海市秘书长10天，任内利用上海市政府秘书长身份在外国驻沪领事馆游说，说服外国领事团起草一份照会，禁止汤恩伯破坏外国在沪开设的工厂。汤恩伯的焦土政策遂未能实施。茅以升於文革期間受到嚴重批鬥，每天被安上「反動學術權威」的黑牌子遊街。
北京大学文学院长汤用彤被列入“抢救”名单，但汤用彤没有离开北平。胡适离开北平后曾写信劝汤用彤南下，并派人送来两张机票，汤用彤不为所动。
除了上文所说的中央研究院大部分人员留下外，中国各高等院校、科研院所的人员及设备、资料绝大部分也都留在了大陆。此外，在海外的中国学者也纷纷返回大陆。據中國科學院估算，當時散居海外的中國科學家大約有5,000餘人，到1956年底已有2,000余名科學家陸續返回大陸。

## 营救对象概况及去向
蒋介石、傅斯年、陈雪屏、朱家骅等人在1948年12月发往北平方面的电报中列出了八十多名需要营救的学者，他们的基本情况及去向如下：
| 姓名   | 表字          | 生年 | 卒年 | 籍貫               | 所在學術機構         | 職務/頭銜                                                                       | 去向                         | 1949年後經歷 |
| ------ | ------------- | ---- | ---- | ------------------ | -------------------- | ------------------------------------------------------------------------------- | ---------------------------- | --- |
| 胡 適  | 適之          | 1891 | 1962 | 安徽績溪           | 國立北京大學         | 北京大學校長 中央研究院院士 第一屆國民大會代表                                  | 離平南下，赴美國、台灣       | 總統府資政、光復大陸設計研究委員會副主任委員、中央研究院院長 |
| 陳寅恪 | 鶴壽          | 1890 | 1969 | 江西修水           | 國立清華大學         | 清华大学歷史學系教授 中央研究院院士 教育部部聘教授 「最優秀教授黨員」           | 離平南下，定居廣州           | 嶺南大學教授、中山大學教授、中國科學院哲學社會科學部委員 |
| 張佛泉 |               | 1908 | 1994 | 直隸寶坻           | 國立北京大學         | 北京大学政治學系教授                                                            | 離平南下，赴台灣、加拿大     | 國立編譯館編纂、東吳大學法學院（復校）教授、東海大學教授、不列顛哥倫比亞大學教授 |
| 張 懷  | 百齡          | 1896 | 1987 | 湖南长沙           | 私立北平輔仁大學     | 輔仁大學教育學院院長                                                            | 未走                         | 北京師範大學教授、內蒙古師範學院教授、北京市文史館館員 |
| 張重一 |               | 1900 | 1967 |                    | 私立北平輔仁大學     | 輔仁大學秘書長兼經濟學系主任                                                    | 未走                         | 河北北京師範學院教授 |
| 梅貽琦 | 月涵          | 1889 | 1962 | 江蘇武進           | 國立清華大學         | 清華大學校長 「最優秀教授黨員」 第一屆國民大會代表                              | 離平南下，赴美國、台灣       | 華美協進社常務董事、國立清華大學（復校）校長、教育部部長、行政院原子能委員會主任委員、中央研究院院士（第四屆） |
| 李書華 | 潤章          | 1890 | 1979 | 直隸昌黎           | 國立北平研究院       | 北平研究院副院長 中央研究院院士 第一屆國民大會代表                              | 離平南下，赴法國、德國、美國 | 巴黎大學研究員、漢堡大學訪問學者、哥倫比亞大學訪問學者 |
| 袁同禮 | 守和          | 1895 | 1965 | 直隸安肅           | 國立北平圖書館       | 北平圖書館館長                                                                  | 離平南下，赴美國             | 美國國會圖書館、斯坦福大學任職 |
| 袁敦禮 | 志仁          | 1895 | 1968 | 直隸安肅           | 國立北平師範大學     | 北平師範大學校長                                                                | 未走                         | 西北師範學院教授、蘭州體育學院副院長、甘肅師範大學副校長、中華全國體育總會副主席 |
| 李麟玉 | 聖章          | 1888 | 1975 | 直隸天津           | 私立北平中法大學     | 中法大學校長                                                                    | 未走                         | 北京工業學院副院長 |
| 陳 垣  | 援庵          | 1880 | 1971 | 廣東新會           | 私立北平輔仁大學     | 輔仁大學校長 中央研究院院士                                                     | 未走                         | 北京師範大學校長、中國科學院哲學社會科學部委員 |
| 胡先驌 | 步曾          | 1894 | 1968 | 江西新建           | 北平靜生生物調查所   | 靜生生物調查所所長 中央研究院院士                                               | 未走                         | 中國科學院植物分類研究所（植物研究所）研究員 |
| 湯用彤 | 錫予          | 1893 | 1964 | 湖北黃梅           | 國立北京大學         | 北京大學文學院院長兼哲學系主任 中央研究院院士 教育部部聘教授                    | 未走                         | 北京大學校務委員會主席、副校長，中國科學院哲學社會科學部委員 |
| 馮友蘭 | 芝生          | 1895 | 1990 | 河南唐河           | 國立清華大學         | 清華大學文學院院長兼哲學系主任 中央研究院院士 教育部部聘教授 「最優秀教授黨員」 | 未走                         | 北京大學教授、中國科學院哲學社會科學部委員 |
| 葉企孫 | 名鴻眷 以字行 | 1898 | 1977 | 江蘇上海           | 國立清華大學         | 清華大學理學院院長 中央研究院院士                                               | 未走                         | 北京大學教授、中國科學院物理學數學化學部委員 |
| 饒毓泰 | 樹人          | 1891 | 1968 | 江西臨川           | 國立北京大學         | 北京大學理學院院長兼物理學系主任 中央研究院院士 教育部部聘教授                  | 未走                         | 北京大學教授、中國科學院物理學數學化學部委員 |
| 陳岱孫 | 名總 以字行   | 1900 | 1997 | 福建閩縣           | 國立清華大學         | 清華大學法學院院長兼經濟學系主任                                                | 未走                         | 中央財經學院院長、北京大學教授 |
| 鄭天挺 | 毅生          | 1899 | 1981 | 福建長樂           | 國立北京大學         | 北京大學秘書長                                                                  | 未走                         | 南開大學教授、副校長 |
| 賀 麟  | 自昭          | 1902 | 1992 | 四川金堂           | 國立北京大學         | 北京大學哲學系教授、代理訓導長 「最優秀教授黨員」                               | 未走                         | 北京大學教授、中國科學院（中國社會科學院）哲學研究所研究員 |
| 鄭華熾 |               | 1903 | 1990 | 廣東香山           | 國立北京大學         | 北京大學教務長                                                                  | 未走                         | 北京師範大學教授 |
| 沈 履  | 茀齋          | 1896 | 1981 | 浙江蕭山           | 國立清華大學         | 清華大學秘書長                                                                  | 未走                         | 北京大學教授 |
| 霍秉權 | 重衡          | 1903 | 1988 | 湖北黃岡           | 國立清華大學         | 清華大學教務長                                                                  | 未走                         | 東北工學院教授、東北人民大學教授，鄭州大學教授、副校長，河南省人大常委會副主任、省政協副主席 |
| 褚士荃 |               | 1901 |      | 江蘇金山           | 國立清華大學         | 清華大學訓導長                                                                  | 未走                         | 清華大學教授 |
| 黎錦熙 | 君緝          | 1890 | 1978 | 湖南湘潭           | 國立北平師範大學     | 北平師範大學文學院院長兼中國語文學系主任 教育部部聘教授 「最優秀教授黨員」      | 未走                         | 北京師範大學校務委員會主席、教授，中國科學院哲學社會科學部委員 |
| 溫廣漢 | 漫生          | 1902 | 1982 | 安徽合肥           | 國立北平師範大學     | 北平師範大學訓導長                                                              | 離平南下，定居南京           | 江蘇教育學院教授、南京師範學院教授 |
| 黃金鰲 | 冠宇          | 1906 | 1997 | 安徽合肥           | 國立北平師範大學     | 北平師範大學秘書長                                                              | 離平南下，赴台灣             | 台中師範學校校長、台中第一中學校長、台南師範專科學校校長 |
| 徐悲鴻 |               | 1895 | 1953 | 江蘇宜興           | 國立北平藝術專科學校 | 北平藝術專科學校校長                                                            | 未走                         | 中央美術學院院長 |
| 朱光潛 | 孟實          | 1897 | 1986 | 安徽桐城           | 國立北京大學         | 北京大學西方語文學系主任 「最優秀教授黨員」                                     | 未走                         | 北京大學教授 |
| 毛子水 | 名準 以字行   | 1893 | 1988 | 浙江江山           | 國立北京大學         | 北京大學史學系教授                                                              | 離平南下，赴台灣             | 台灣大學教授 |
| 邱 椿  | 大年          | 1897 | 1966 | 江西寧都           | 國立北京大學         | 北京大學教育學系教授                                                            | 未走                         | 北京師範大學教授 |
| 張 頤  | 真如          | 1887 | 1969 | 四川敘永           | 國立北京大學         | 北京大學哲學系教授                                                              | 未走                         | 四川省文史館館員、北京大學教授 |
| 陳友松 | 名豹 以字行   | 1899 | 1992 | 湖北京山           | 國立北京大學         | 北京大學教育學系教授                                                            | 未走                         | 北京師範大學教授 |
| 劉思職 |               | 1904 | 1983 | 福建仙遊           | 國立北京大學         | 北京大學醫學系教授                                                              | 未走                         | 北京醫學院教授、中國科學院生物學地學部委員 |
| 梅貽寶 |               | 1900 | 1997 | 江蘇武進           | 燕京大學             | 燕京大學文學院院長                                                              | 離平南下，赴美國、香港       | 艾奧瓦大學教授、香港中文大學新亞書院院長 |
| 齊思和 | 致中          | 1907 | 1980 | 直隸寧津           | 燕京大學             | 燕京大學歷史學系主任                                                            | 未走                         | 北京大學教授 |
| 雷海宗 | 伯伦          | 1902 | 1962 | 直隸永清           | 國立清華大學         | 清華大學歷史學系主任                                                            | 未走                         | 南開大學教授 |
| 劉崇鋐 | 壽民          | 1897 | 1990 | 福建侯官           | 國立清華大學         | 清華大學歷史學系教授                                                            | 離平南下，赴台灣             | 台灣大學教授、教務長，東海大學教授、東吳大學（復校）教授 |
| 戴世光 |               | 1908 | 1999 | 湖北江夏           | 國立清華大學         | 清華大學經濟學系教授                                                            | 未走                         | 中央財經學院教授、中國人民大學教授 |
| 邵循恪 | 恭甫          | 1911 | 1975 | 福建侯官           | 國立清華大學         | 清華大學政治學系教授                                                            | 未走                         | 北京政法學院教授 |
| 吳澤霖 |               | 1898 | 1990 | 江蘇常熟           | 國立清華大學         | 清華大學人類學系主任                                                            | 未走                         | 中央民族學院教授、西南民族學院教授、中南民族學院教授 |
| 趙鳳喈 | 鳴岐          | 1896 | 1969 | 安徽和縣           | 國立清華大學         | 清華大學法律學系主任                                                            | 未走                         | |
| 敦福堂 |               |      |      | 直隸獲鹿           | 國立清華大學         | 清華大學心理學系教授                                                            | 不明                         | |
| 張 恆  |               |      |      |                    | 不明                 |                                                                                 | 不明                         | |
| 金澍榮 |               | 1907 |      | 廣東番禺           | 國立北平師範大學     | 北平師範大學教育學系主任                                                        | 未走                         | 福建省研究院研究員、福建師範學院教授 |
| 英千里 | 名驥良 以字行 | 1900 | 1969 | 北京（正紅旗滿洲） | 私立北平輔仁大學     | 輔仁大學西洋語文學系教授                                                        | 離平南下，赴台灣             | 台灣大學教授、第一屆國民大會代表（遞補）、輔仁大學（復校）副校長兼教務長 |
| 張漢民 |               |      |      |                    | 私立北平輔仁大學     | 輔仁大學生物學系主任                                                            | 不明                         | |
| 徐侍峰 |               |      |      |                    | 私立北平輔仁大學     | 輔仁大學教育學系教授                                                            | 未走                         | |
| 許寶騄 | 閑若          | 1910 | 1970 | 浙江仁和           | 國立北京大學         | 北京大學數學系教授 中央研究院院士                                               | 未走                         | 北京大學教授、中國科學院物理學數學化學部委員 |
| 張景鉞 | 峴儕          | 1895 | 1975 | 江蘇武進           | 國立北京大學         | 北京大學植物學系主任 中央研究院院士 教育部部聘教授                              | 未走                         | 北京大學教授、中國科學院生物學地學部委員 |
| 陳 達  | 通夫          | 1892 | 1975 | 浙江餘杭           | 國立清華大學         | 清華大學社會學系主任 中央研究院院士                                             | 未走                         | 中央財經學院教授、中國人民大學教授，中央勞動幹部學校副校長、教授 |
| 戴芳瀾 | 觀亭          | 1893 | 1973 | 湖北江陵           | 國立清華大學         | 清華大學植物病理學系主任 中央研究院院士                                         | 未走                         | 北京農業大學教授、中國科學院生物學地學部委員，中國科學院應用真菌研究所所長、微生物研究所所長 |
| 俞大紱 | 叔佳          | 1901 | 1993 | 浙江紹興           | 國立北京大學         | 北京大學農學院院長 中央研究院院士                                               | 未走                         | 北京農業大學教授、校長，中國科學院生物學地學部委員 |
| 李宗恩 | 伯綸          | 1894 | 1962 | 江蘇武進           | 私立北平協和醫學院   | 協和醫學院院長 中央研究院院士 「最優秀教授黨員」                                | 未走                         | 協和醫學院院長、昆明醫學院教授 |
| 楊振聲 | 今甫          | 1890 | 1956 | 山東蓬萊           | 國立北京大學         | 北京大學中國語文學系教授                                                        | 未走                         | 東北人民大學教授 |
| 羅常培 | 莘田          | 1899 | 1958 | 北京（正黃旗滿洲） | 國立北京大學         | 北京大學中國語文學系教授                                                        | 未走                         | 中國科學院語言研究所所長、中國科學院哲學社會科學部委員 |
| 錢思亮 | 惠疇          | 1908 | 1983 | 浙江餘杭           | 國立北京大學         | 北京大學化學系主任                                                              | 離平南下，赴台灣             | 台灣大學教務長、校長，中央研究院院士（第五屆）、中央研究院院長、行政院原子能委員會主任委員、中華教育文化基金會董事長 |
| 馬祖聖 |               | 1911 | 2007 | 廣東香山           | 國立清華大學         | 清華大學化学學系教授                                                            | 離平南下，赴新西蘭、美國     | 奧塔哥大學、紐約州立大學任職，纽约市立大学教授 |
| 趙廼摶 | 廉澄          | 1897 | 1986 | 浙江餘杭           | 國立北京大學         | 北京大學經濟學系主任                                                            | 未走                         | 北京大學教授 |
| 錢三強 |               | 1913 | 1992 | 浙江湖州           | 國立清華大學         | 清華大學物理學系主任 北平研究院原子學研究所所長                                 | 未走                         | 全國青聯副主席、中國科學院近代物理研究所（物理研究所、原子能研究所）所長，中國科學院物理學數學化學部委員、第三機械工業部（第二機械工業部）副部長、中國科學院副院長、浙江大學校長、中國科協副主席、中國物理學會理事長、「兩彈一星元勛」 |
| 嚴濟慈 | 慕光          | 1901 | 1996 | 浙江東陽           | 國立北平研究院       | 北平研究院物理研究所所長 中央研究院院士                                         | 未走                         | 中國科學院應用物理研究所所長、中國科學院物理學數學化學部委員、中國科學院副院長、中國科學技術大學校長、中國科協副主席、全國人大常委會副委員長                                                                                           |
| 張政烺 | 苑峰          | 1912 | 2005 | 山東榮成           | 國立北京大學         | 北京大學史學系教授                                                              | 未走                         | 北京大學教授、中國科學院（中國社會科學院）歷史研究所研究員 |
| 沈從文 |               | 1902 | 1988 | 湖南鳳凰           | 國立北京大學         | 北京大學中國語文學系教授                                                        | 未走                         | 中國歷史博物館研究員、中國社會科學院歷史研究所研究員 |
| 邵循正 | 心恆          | 1909 | 1973 | 福建侯官           | 國立清華大學         | 清華大學歷史學系教授                                                            | 未走                         | 北京大學教授 |
| 鄧廣銘 | 恭三          | 1907 | 1998 | 山東臨邑           | 國立北京大學         | 北京大學史學系副教授                                                            | 未走                         | 北京大學教授 |
| 李輯祥 |               | 1903 | 1975 | 陝西西安           | 國立清華大學         | 清華大學機械工程學系主任                                                        | 未走                         | 清華大學教授 |
| 孫毓棠 |               | 1911 | 1985 | 江蘇無錫           | 國立清華大學         | 清華大學歷史學系教授                                                            | 未走                         | 中國科學院經濟研究所研究員、中國科學院（中國社會科學院）歷史研究所研究員 |
| 蒯淑平 |               |      |      |                    | 國立北京大學         | 北京大學西方語文學系教授                                                        | 不明                         | |
| 余嘉錫 | 季豫          | 1884 | 1955 | 湖南常德           | 私立北平輔仁大學     | 輔仁大學文學院院長 中央研究院院士                                               | 未走                         | 中國科學院語言研究所研究員 |
| 周炳琳 | 枚蓀          | 1892 | 1963 | 浙江黃巖           | 國立北京大學         | 北京大學法學院院長                                                              | 未走                         | 北京大學教授 |
| 錢端升 | 壽朋          | 1900 | 1990 | 江蘇上海           | 國立北京大學         | 北京大學政治學系教授 中央研究院院士                                             | 未走                         | 北京政法學院院長、外交部顧問、外交學院教授 |
| 俞大縝 |               | 1904 | 1988 | 浙江紹興           | 國立北京大學         | 北京大學西方語文學系教授                                                        | 未走                         | 北京大學教授 |
| 陳 鈍  | 驥塵          |      |      |                    | 不明                 |                                                                                 | 不明                         | |
| 顧毓珍 | 一真          | 1907 | 1968 | 江蘇無錫           | 工商部北平工業試驗所 | 北平工業試驗所所長                                                              | 未走                         | 同濟大學教授、華東工學院教授 |
| 趙梅伯 |               | 1905 | 1999 | 浙江奉化           | 國立北平藝術專科學校 | 北平藝術專科學校教授                                                            | 離平南下，赴香港、美國       | 香港樂進團團長、香港音樂學院院長、辛普森學院教授、福特希爾學院教授 |
| 徐士瑚 | 仙州          | 1907 | 2002 | 山西五台           | 國立山西大學         | 山西大學校長                                                                    | 未走                         | 北方交通大學教授 |
| 李高傅 |               |      |      |                    | 國立北平鐵道管理學院 |                                                                                 | 不明                         | |
| 張起鈞 |               | 1916 | 1986 | 湖北枝江           | 國立北京大學         | 北京大學哲學系教授                                                              | 離平南下，赴台灣             | 台灣師範大學教授 |
| 陳壽琦 |               | 1912 | 1996 | 安徽五河           | 國立山西大學         | 山西大學經濟學系教授                                                            | 未走                         | 中國人民大學教授、北京對外貿易學院教授、天津財經學院教授 |
| 姜文錦 |               | 1906 |      | 江蘇銅山           | 國立北平藝術專科學校 | 北平藝術專科學校教授                                                            | 離平南下，赴台灣、美國       | 東吳大學（復校）圖書館館長，匹茲堡大學圖書館任職 |
| 徐旭生 | 名炳昶 以字行 | 1888 | 1976 | 河南唐河           | 國立北平研究院       | 北平研究院史學研究所所長                                                        | 未走                         | 中國科學院考古研究所研究員 |
| 楊武之 |               | 1896 | 1973 | 安徽合肥           | 國立清華大學         | 清華大學數學系教授                                                              | 離平南下，定居上海           | 復旦大學教授 |
| 董守義 |               | 1895 | 1978 | 河北蠡縣           | 國立西北師範學院     | 西北師範學院教授 國際奧委會委員                                                 | 未走                         | 中華全國體育總會副主席、中國籃球協會主席 |
| 殷宏章 | 伯文          | 1908 | 1992 | 貴州貴陽           | 國立北京大學         | 北京大學植物學系教授 中央研究院院士                                             | 未走                         | 中國科學院實驗生物研究所研究員，中國科學院上海植物生理研究所研究員、所長，中國科學院生物學地學部委員 |
| 魏建功 | 益三          | 1901 | 1980 | 江蘇如皋           | 國立北京大學         | 北京大學中國語文學系教授                                                        | 未走                         | 北京大學教授、中國科學院哲學社會科學部委員 |